# 江津邑智消防組合
江津邑智消防組合（ごうつおおちしょうぼうくみあい）は、島根県江津市、川本町、邑南町、美郷町の1市3町で構成する一部事務組合（消防組合）。

## 所在地
- 消防本部・江津消防署 - 〒695-0001 島根県江津市渡津町961-19
- 桜江出張所 - 〒699-4226 島根県江津市桜江町川戸14-4
- 川本消防署 - 〒696-0004 島根県邑智郡川本町大字川下1169-11
- 邑智出張所 - 〒699-4621 島根県邑智郡美郷町粕渕37-7
- 大和出張所 - 〒696-0706 島根県邑智郡美郷町長藤232-7
- 羽須美出張所 - 〒696-0603 島根県邑智郡邑南町下口羽512-1
- 瑞穂出張所 - 〒696-0311 島根県邑智郡邑南町三日市32
- 石見出張所 - 〒696-0103 島根県邑智郡邑南町矢上992-10

## 管内の現況
管内の人口 - 42,088人
- 江津市 - 23,445人
- 川本町 - 3,282人
- 邑南町 - 10,693人
- 美郷町 - 4,668人

2019年（平成31年）4月1日現在
管内の世帯数 - 20,134世帯
- 江津市 - 11,466世帯
- 川本町 - 1,652世帯
- 邑南町 - 4,796世帯
- 美郷町 - 2,220世帯

2019年（平成31年）4月1日現在
管内の面積 - 1,076.88 km2
- 江津市 - 268.24 km2
- 川本町 - 106.43 km2
- 邑南町 - 419.29 km2
- 美郷町 - 282.92 km2

2018年（平成30年）10月1日現在

## 沿革
- 1972年（昭和47年）10月1日 - 江津市、川本町、邑智町、大和村、羽須美村、瑞穂町、石見町、桜江町の1市5町2村で構成する江津市外7町村消防組合が消防業務を開始する。
- 1988年（昭和63年）2月29日 - 消防緊急情報システムの運用を開始する。
- 2004年（平成16年）10月1日 - 市町村合併に伴い、名称を江津邑智消防組合に変更する。また、管轄区域が江津市、川本町、邑南町、美郷町の1市3町になる。
- 2015年（平成27年）6月1日 - 消防救急デジタル無線の運用を開始する。

## 組織
消防職員の数は、2019年（平成31年）4月1日現在、125人である。
- 消防長（消防監）
  - 消防次長（消防司令長）
    - 総務課
      - 庶務係
      - 経理係

    - 予防課
      - 予防係
      - 危険物係

    - 警防課
      - 警防係
      - 救急係

    - 通信指令課
      - 通信第1係
      - 通信第2係

    - 江津消防署
      - 消防第1係
      - 消防第2係
      - 管理係
      - 予防係
      - 救急係
      - 桜江出張所

    - 川本消防署
      - 消防第1係
      - 消防第2係
      - 管理係
      - 予防係
      - 救急係
      - 邑智出張所
      - 大和出張所
      - 瑞穂出張所
      - 羽須美出張所
      - 石見出張所